# EclipseLink
Az EclipseLink egy nyílt forráskódú Eclipse Persistence Services projekt az Eclipse Foundation-től. A szoftver egy bővíthető keretrendszert biztosít, amellyel a Java fejlesztők képesek különféle adat szolgáltatásokkal kommunikálni pl. adatbázisokkal, webszolgáltatásokkal, Objektum XML leképzésekkel (angol rövidítéssel OXM), vállalati információs rendszerekkel (angol rövidítéssel EIS). Az EclipseLink számos perzisztencia sztenderdet támogat, ideértve a következőket:
- Java Persistence API (JPA)
- Java Architecture for XML Binding (JAXB)
- Java Connector Architecture (JCA)
- Service Data Objects (SDO).

Az EclipseLink a TopLink terméken alapul, amelynek Oracle közreadta a forráskódját az EclipseLink projekt létrehozásához. Az eredeti hozzájárulás a TopLink 11g kódbázisa volt, és a teljes kódbázist az összes tulajdonságával együtt közre adták, de csak a EJB 2 Container-Managed Persistence (CMP) valamint néhány kisebb Oracle alkalmazás szerver specifikus integrációt eltávolítottak belőle. Ez különbözik a TopLink Essentials GlassFish közreadásától, amely nem tartalmaz néhány kulcs vállalti szintű funkciót. A csomag nevét megváltoztatták, valamint a kód egy részét és a konfigurációt eltávolították.
A TopLink projek Mapping Workbench felhasználói felülete szintén közzé lett adva. Az EclipseLinket szánták a perzisztencia további folytatójának az mind az Oracle-nél és mind TopLink-nél. Az Oracle TopLink következő fő kiadása valamint az Oracle alkalmazás szerver a szándékok szerint tartalmazni fogja az EclipseLink-et.
EclipseLink támogatja az OSGi környezetben való használatot.
A Sun Microsystems az EclipseLink projektet választotta a JPA 2.0 referencia implementációjának.

## Webinar
- EclipseLink Project and its Persistence Services[halott link] by Doug Clarke
- Developing Java Persistence API Applications with the NetBeans IDE and EclipseLink by Andrei Badea and Doug Clarke at JavaOne 2008